# 杉田友里
杉田 友里（すぎた ゆり、1995年8月9日 - ）は岐阜県岐阜市出身の女優。

## 略歴
2012年、「第13回上野彦馬賞ｰ九州産業大学フォトコンテスト」で上野彦馬ジュニア大賞を受賞
2018年3月、日本大学芸術学部写真学科卒

## 人物
- 身長162cm。体重43.5キロ。
- 趣味は映画鑑賞
- 古代エジプトとヒエログリフの研究
- 特技は「魚の三枚おろし」
- 嫌いなものは飛んでくる虫
- 実家で犬を飼っている

## 出演

### 映画
- 龍帝外伝《最終章》　出演 (2023.4劇場公開) -章鳳麗役

### テレビ
- ドラマ

｢NHK 朝の連続テレビ小説「ひよっこ」(2017)｣出演
｢NHK 土曜時代ドラマ「悦ちゃん」(2017)｣出演
- Webドラマ

「マヒルについて」出演
- テレビ朝日系列「全力坂」

日向坂、綱の手引き坂、潮見坂 （2018.9）出演
- テレビ朝日系列「アメトーーク！」

高校野球大好き芸人企画　(2017)出演
- CS 鉄道チャンネル「盲腸線～行き止まりの旅～」(2018)旅人レポーター

「#9えちぜん鉄道・三国芦原線編」
「#10北陸鉄道・石川線編」
「#11西武多摩川線編」
- ジョワTV「ひとり旅の宿」シーズン1      エピソード1-4 に出演(2017.10.5)            エピソード1 東伊豆今宵〔静岡・東伊豆〕

エピソード2 源泉湯守り 玉翠館〔静岡・伊豆熱川〕                                                    エピソード3 石花海別邸 海うさぎ〔静岡・伊豆稲取〕                                                エピソード4 帝国ホテル 東京〔東京・日比谷〕
- インターネット放送局 Cwave

「天翔ゆいの自信をもってさあどうぞ！」エンタメゲストとして出演（2025.04.05）

### 広告
- WEB広告　テンセルジャパンオフィシャルInstagram （2023）イメージモデルとして出演中
- グラフィック広告　 田中食品「瀬戸内プレミアムThe青汁」モデルとして掲載中
- タクシー広告　キークレア税理士法人（企業広告）出演
- TV CM　Fitbit Japan　「Fitbit 2021 CM 【Suica編】 15秒」出演 (2021)
- WEB CM　GOOD YEAR「E-Gripシリーズ」(2019.12～2022.3)出演
- ジョンソン＆ジョンソン「キズパワーパット靴擦れ用」(2018.10～2020.3)出演
- カゴメ野菜生活１００「野菜をとろう　朝の野菜篇」(2020.3～2020.10)出演

### 出版物
- 文藝春秋　デジタル写真集『キャンパスクイーンコレクション　晴れ着スペシャル2018』
- 「アサヒカメラ」2018年7月号表紙
- ハービー山口 写真集「layered」 -モデル (2018.1)

### ラジオ
- FM富士「PLEASE JOGIN」アシスタント（2018）
- オレたちゴチャ・まぜっ!〜集まれヤンヤン〜（2020年4月26日 - 2021年4月18日、MBSラジオ） - ヤンヤンガールズ12期生

### WEBラジオ
- ウソでしょっ!もう金曜日?（2023年3月10日 - 、鳥越アズーリFM）~MC4名のメンバーのひとり

### 舞台:演劇
- 劇団空感演人「suki×sukiスナックースナックに飲みに行こうー７（Aチーム）」『A-Garage』にて（2020年6月11日 -15日）
- 劇団空感演人「suki×sukiスナックースナックに飲みに行こうー８（Aチーム）」『A-Garage』にて（2021年5月27日 -31日）- 美人ホステス 久美 役
- 劇団空感演人「東京ZOOM」 2021年11月日 - 日）『A-Garage』にて- インチキ占い師 原伴子 (ワラバンシ)役
- 「令和版　だめんずウォーカー2022」中目黒トライ にて （2022年1月19日 -24日）-朝霧 冴子 役
- 朗読劇「電車を止めるな! アナザーストーリー（Aチーム）」 中目黒トライ にて -斎藤 由香 役（2022年6月16日 -19日）
- 「権現の剣2022」中目黒トライ にて -（2022年11月18日 - 19日）
- 気晴らしBOYZ「納税未納者ミャーキ」（2023年4月19日−23日）あうるすぽっと にて-ケイ役
- ｢流罪〜親鸞の無念〜｣ （2023年6月28日-7月2日） キンケロ・シアター にて-

```
親鸞
の妻: 
恵信尼
 役
```

- 「群青に散りゆく｣ (2023年8月30日～9月3日)　キンケロ・シアター にて~

```
看護婦　坂口秋子 役
```

- 劇団皇帝ケチャップ『私の娘でいて欲しい』( 2023年11月8日-12日 )    浅草九劇 にて

```
遠山真夏 (教師)役〈TEAM EGG〉
```

- メディアンプロ 第23回本公演  (2024年3月12日-17日)  舞台『容疑者のメソッド The Stage R』 新宿シアターブラッツにて

```
加茂川愛花(容疑者)役 〈B組〉
```

- 劇団PleaseMr.Maverick 第12回公演 舞台「インフェクター・ゼータ」(2024年8月1日〜 8月4日) 中目黒トライ (中目黒演劇祭参加作品)

```
早乙女マミヤ（キャスター）役
```

- 朗読劇「猫でござるⅡ」(2024年8月15日〜 8月17日) 中目黒トライ (中目黒演劇祭参加作品)

```
いときち（芸者）役
```

- 朗読劇「だめんずうぉーかー令和版｣三鷹RI劇場（2024年11月20日〜11月24日）

```
Aチーム：マミ/冴子 の2役
```

- 希望の星 第7回公演「青い桜へ〜そしてもうこの詞が届かないあなたへ〜」劇場MOMO

( 2025年03月19 日～ 03月23日)
```
道子役 
```

舞台:その他
- 「安達健太郎と役者が漫才とトークするLIVE」（2021年12月24日）

### MV
- 二人組男性ボーカルユニット「es」MV「ナナ」（2019年6月25日公開）出演
- 杉本ラララ MV「狐の嫁入り」（2019年2月12日公開）出演
- 杉本ラララ MV「阿佐ヶ谷」（2020年12月29日公開）出演
- 杉本ラララ MV「sakura films」（2024年5月22日公開）出演

### モデル
着物情報サイト｢キモノプラス｣
キモノプラス公式コラム｢2点だけおさえればOK！ アンティーク着物に似合う簡単ポイントメイク｣ (2021年6月22日)
- 日本映像図鑑［MOVIE JAPAN］8K LIBRARY モデルとして出演中

-美しい日本 BeautifuJapan 編-  
-【8K】浴衣 yukata-
- 日本本桜旅 来年の春笑顔で桜が見られますように- 